# دار أوبرا غوتنبرغ
دار أوبرا غوتنبرغ ( بالسويدية : Göteborgsoperan ) هي دار أوبرا تقع في ليلا بومن في مدينة غوتنبرغ السويدية .

## تاريخها
إن أوبرا غوتنبرغ جديدة نسبيًا، تم البدء في تشيدها في شهر سبتمبر ( أيلول ) عام 1898 بعد التزام محلي ضخم في أواخر فترة الثمانيات ( بما لا يقل عن ستة آلاف مساهم ). تم الانتهاء من أعمال البناء بسرعة كبيرة ، حيث تم وضع حجر الأساس في شهر يونيو ( حزيران ) عام 1991 واُفتتح المبنى في شهر أكتوبر ( تشرين الأول ) عام 1994 .
و قد استقبلت فاعلية Melodifestivalen 2000 و التي كانت المجموعة السويدية المُختارة في مسابقة الأغنية الأوروبية .

## المبنى
تم بناء الأوبرا على الطراز الكلاسيكي فتحتوى على العديد من الصالات و الشرفات و 1301 مقعد 
، كما أن مسرح الفرقة الموسيقية يكفي لمئة موسيقي .يقدم الدار العديد من الفنون مثل عروض الأوبرا و عروض رقص الباليه و مسرحيات موسيقية لذلك فقد واجه المهندسون المعماريون عددًا من التحديات .
إن دار الأوبرا كبيرة فيصل طولها إلى 160 متر و يبلغ عرضها 85 متر بينما ارتفاعها يصل إلى 32 متر . تبلغ مساحة الأوبرا 28,700 متر مربع حيث مساحة المسرح الأساسي 500 متر مربع . يبلغ ارتفاع المسرح الافتتاحي 20 متر (66 قدم) و عرضه 9 متر (30 قدم) و يوجد فيه أربع مناصات قابلة للنقل والتي يمكنها حمل 15 طن . يمكن للمسرح أن يُضاء بواسطة 1000 مصباح و 250 مغير ألوان تلقائي و 900 خافت للإضاءة .

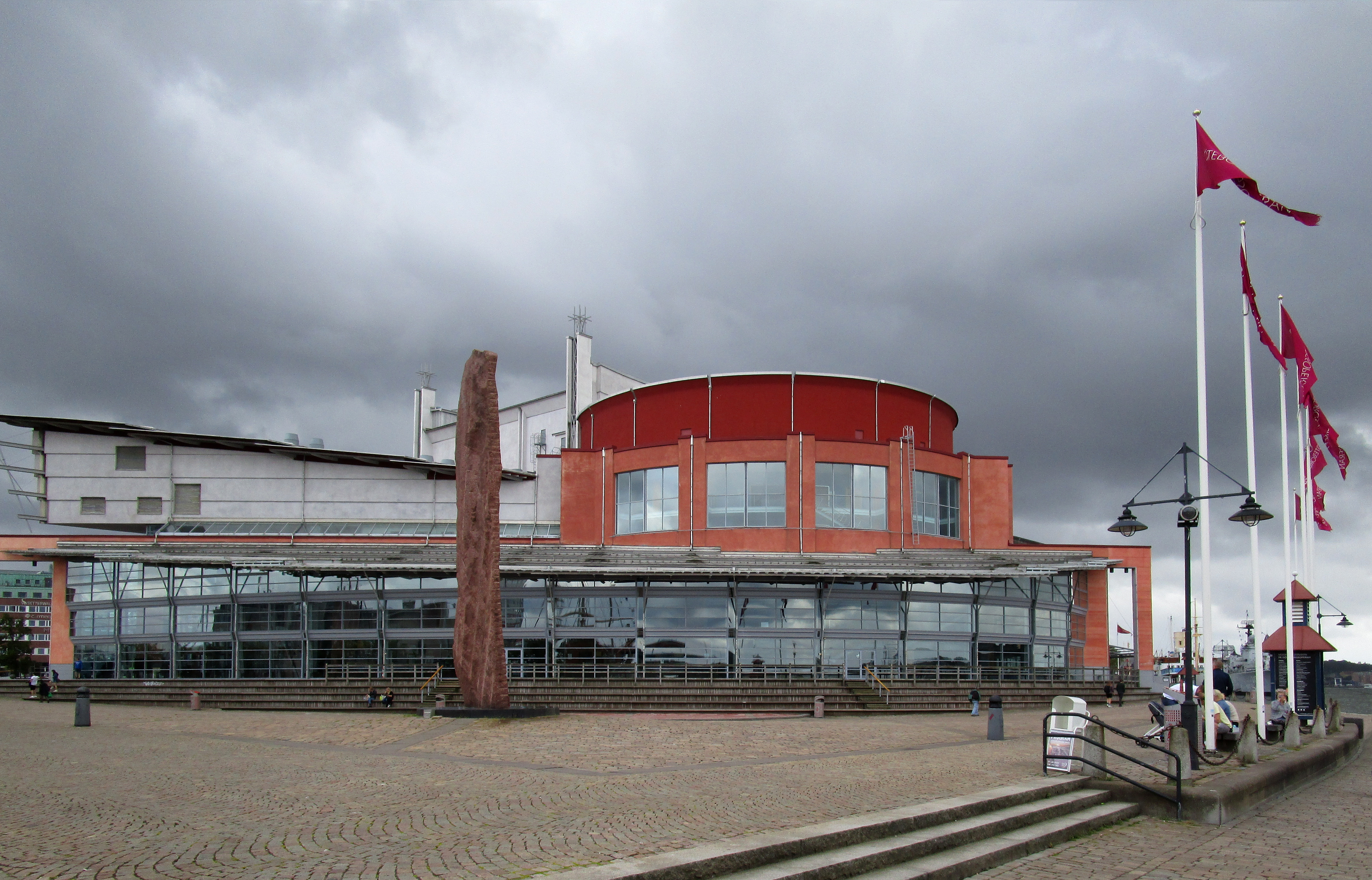
الواجهة الشمالية لدار أوبرا غوتنبرغ

## الهندسة المعمارية
كانت رؤية المهندس المعماري جان إزيكوفيتز هي :
ينبغي أن يكون المبنى ذا هواء طلق يرسل عقلك محلقلًا عبر الطبيعة الخلابة مثل جمال جناحي طيور النورس ، يجب أن يكون شكلها مُستوحى من مكانها ، من الطبيعة الرائعة والتي في الوقت ذاته محيرة بمساحتها المفتوحة و من البناء الملوموس التقني للميناء و من الكباري المعلقة فوق المياه برشاقة و من الإطارات الشفافة لرافعات الميناء و من هياكل السفن القوية الناعمة الأنيقة و من جناجي طيور النورس ومن شكل الأشرعة المثالية .
و يظهر إزيكوفيتز الجانب الأوبرالي للتصميم قائلًا «يجب أن يكون عالم الأوبرا ملموسًا في الهندسة المعمارية فحائط المسرح الخلفي كمشهد ملحمي كبير ، و صف الأعمدة كسلسلة من البوابات الرمزية ، أما شكل و ألوان القاعات فهي تشير إلى التقاليد القديمة» .
إن الحجم الإجمالي للمبنى يعكس نمو الشركة و توسعها في أرجاء المدينة، لذلك فإن المبنى يسعى لكي يشمل جميع الفنون والنشاطات التي كانت منتشرة في ست مناطق أخرى لتُقام الآن في مبنى واحد ، كما أنه يوجد سبب أخر هو أن أوبرا غوتنبرغ يجب أن تكون قادرة على تقديم بأكبر قدر ممكن مجموعة من العروض مع إمكانية تغير العروض و أنواعها من ليلة إلى أخرى . و يمكن أن يكون هناك خمس معدات و خلفيات المسرح مُخزنة في دار الأوبرا في نفس الوقت في خمسة أماكن مختلفة لها نفس حجم المسرح الأساسي . و بمساعدة الوسائل التكنولوجية الحديثة المتقدمة يمكن نقل معدات المسرح بأكملها و تبديلها و تجميعها للعرض القادم .

## وصلات خارجية
- الموقع الرسمي لدار الأوبرا